# Deuterotinea decoratella
Deuterotinea decoratella är en fjärilsart som beskrevs av Joannis 1917. Deuterotinea decoratella ingår i släktet Deuterotinea och familjen Eriocottidae. Inga underarter finns listade i Catalogue of Life.